# Bernardino de Mendoza (1540-1604)
Bernardino de Mendoza (Guadalajara, 1540 – Madrid, 3 agosto 1604) è stato un militare, diplomatico e scrittore spagnolo.
Non va confuso con l'altro Bernardino de Mendoza (1501-1557) che nel 1555 fu, per un breve periodo, luogotenente del viceré di Napoli.

## Biografia
Bernardino de Mendoza nacque a Guadalajara nel 1540. Discendente da nobile famiglia, fu soldato, diplomatico e scrittore di valore. Fu al seguito del duca d'Alba in Italia e nelle Fiandre, dove comandò la cavalleria all'assedio di Mons e nella battaglia di Mookerheyde (1574). Si recò due volte in Inghilterra, quale ambasciatore di Filippo II a Elisabetta (1574 e 1578) e risiedette lungamente in Francia, sempre ambasciatore di Filippo II, durante le guerre civili e l'assedio messo a Parigi da Enrico di Navarra. Espugnata la città, dove aveva aiutato i leghisti con le armi e col danaro, ne uscì a capo di 200 tedeschi la notte del 3 gennaio 1591.

## Opere
Durante la sua permanenza in Francia scrisse una Harangue au roi chrétien faite à Chartres par mons. l'ambassadeur pour le roi d'Espagne vers sa Majesté (Parigi 1588). Al ritorno in patria, pubblicò una Teorica y practica de la guerra (Madrid 1595-Venezia 1596; tr. ingl. Theorique and practise of warre, 1597), piena di saggi consigli di arte militare. Scrisse inoltre versi latini non spregevoli e una traduzione dell'opera di Giusto Lipsio, Politicorum sive civilis doctrinae, lib. VI. La sua corrispondenza diplomatica e le istruzioni per l'ambasciata in Inghilterra sono pubblicate in Documentos inéditos para la historia de España, XCI e XCII. Ma la sua fama è legata soprattutto ai Comentarios de lo sucedido en las guerras de los Países Bajos desde el año 1567 hasta el de 1577 (Madrid 1592), ristampati in Historiadores de sucesos particulares, II, 1853; e in Biblioteca de Autores Españoles, XXVIlI. I Commentari - precisi nelle informazioni, semplici nella forma, acuti nelle osservazioni - nettamente distinti dalla storiografia umanistica del tempo, retorica e tronfia - costituiscono una delle migliori fonti per la ricostruzione della storia della rivolta dei Paesi Bassi; e molto vi attinse il cardinale Guido Bentivoglio. Bernardino de Mendoza è anche autore di Odas a la conversión de un pecador (post., 1779).